# Stylidium bulbiferum
Espèce
Classification APG III (2009)
Stylidium bulbiferum est une espèce de plantes à fleurs du genre Stylidium appartenant à la famille des Stylidiaceae qui est endémique du sud-ouest de l'Australie-Occidentale, notamment dans les alentours de Perth. Elle fleurit en octobre-novembre dans son aire de distribution naturelle.

## Description
Cette petite plante vivace herbacée se présente sous la forme de tapis de 15 cm de hauteur en moyenne avec des fleurs roses.

## Taxonomie
Synonyme
- Stylidium recurvum Graham